# روب وايت
روب وايت (بالإنجليزية: Robb White)‏‏ (20 يونيو 1909 في باغويو - 24 نوفمبر 1990 في سانتا باربارا، كاليفورنيا) ضابط، وروائي من الولايات المتحدة.

## الجوائز
- جائزة إدغار

## روابط خارجية
- روب وايت على موقع IMDb (الإنجليزية)
- روب وايت على موقع ألو سيني (الفرنسية)
- روب وايت على موقع قاعدة بيانات الفيلم (الإنجليزية)